# Andres Kõpper

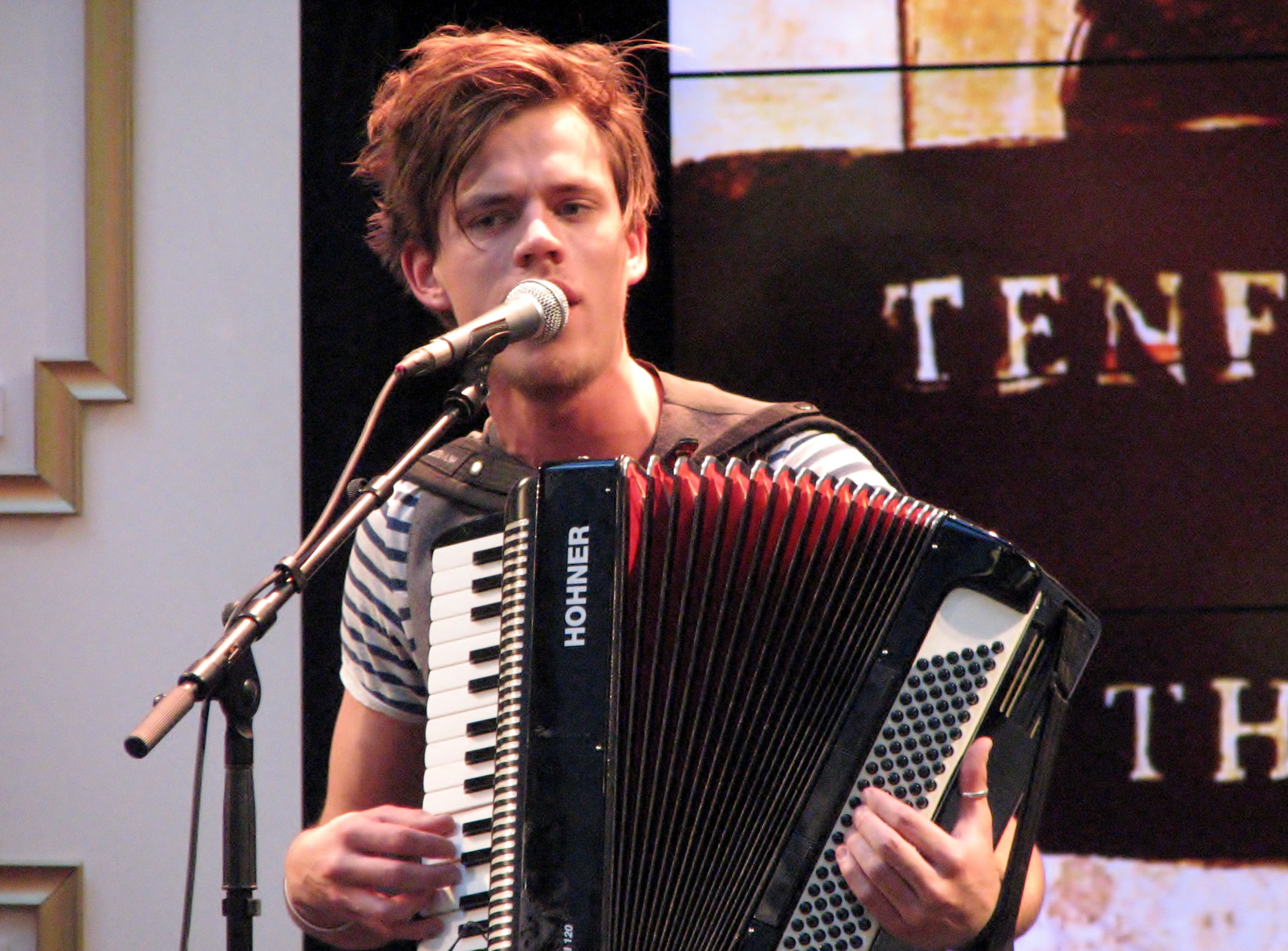
Andres Kõpper bei einem Auftritt von Tenfold Rabbit (Oktober 2012)

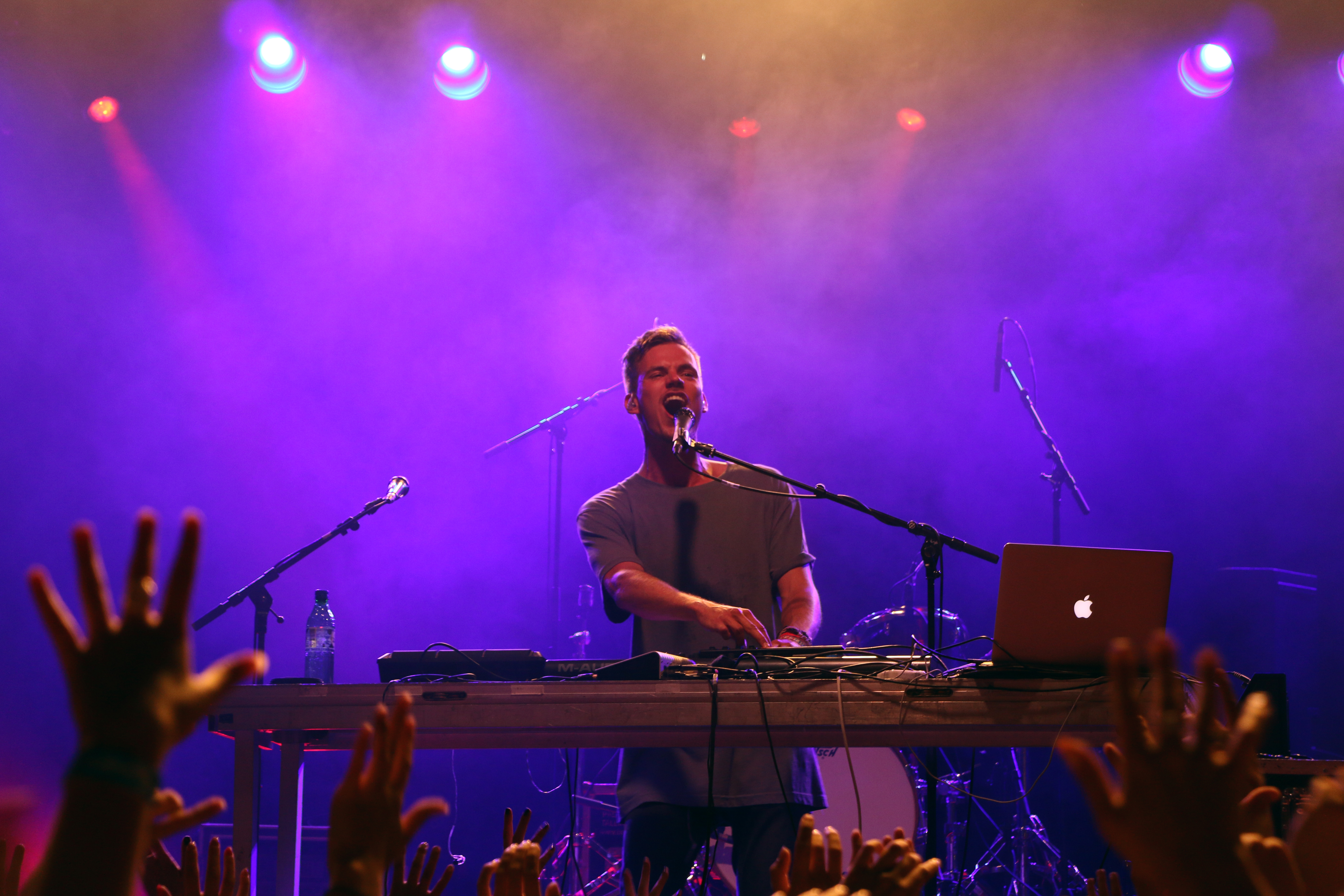
NOËP (2016)

Andres Kõpper (* 22. März 1990) ist ein estnischer Musiker und Regisseur. Er ist in Estland durch die Kriminalkomödie Vasaku jala reede und die Serie Nurjatud tüdrukud bekannt geworden. Darüber hinaus singt er in der Band Tenfold Rabbit und spielt dabei Piano oder Akkordeon.

## Auszeichnungen
- 2012: Nominierung auf dem Raindance Film Festival in der Kategorie Jury Prize und der Unterkategorie Best Debut Feature gemeinsam mit Arun Tamm für den Film Vasaku jala reede[2]
- 2012: Nominierung auf dem Tallinn Black Nights Film Festival für die Kategorie Estonian Film Award gemeinsam mit Arun Tamm für den Film Vasaku jala reede[1]